# Нокаут (фільм, 2011)
«Нокаут» (англ. Haywire, дослівний переклад: «Непередбачувана») — бойовик режисера Стівена Содерберга. Прем'єра фільму відбулася 6 листопада 2011 у Голлівуді, США. Прем'єра в Україні відбулася 19 січня 2012 року.

## Зміст
Меллорі Кейн — секретний спецагент. Вона молода, розумна і красива. Час від часу шеф міжнародної спецслужби Кеннет викликає її для виконання завдань, не завжди санкціонованим урядом. Але після провалу низки операцій Меллорі усвідомлює, що вона пішак у подвійній грі. Тепер їй потрібно використовувати весь свій талант і досвід, щоб сховатися від міжнародного розшуку, захистити свою сім'ю і помститися за зраду…

## У ролях
| Актор            | Роль         |
| ---------------- | ------------ |
| Джина Карано     | Меллорі Кейн |
| Майкл Фассбендер | Пол          |
| Юен Мак-Грегор   | Кеннет       |
| Майкл Дуглас     | Кобленц      |
| Білл Пекстон     | Джон Кейн    |
| Ченнінг Тейтум   | Аарон        |
| Антоніо Бандерас | Родріго      |
| Майкл Ангарано   | Скотт        |
| Матьє Кассовітц  | Том Студер   |

## Факти
- Робоча назва фільму — Knockout.
- Зйомки фільму проходили в Ірландії, а також у США, в штаті Нью-Мексико.
- Карано — володарка досить специфічного «говору», що не відображене в російському дубляжі.

## Відгуки
Фільм отримав позитивні відгуки кінокритиків. На сайті Rotten Tomatoes середній рейтинг становить 80 %. На Metacritic — 67 %.
Глядачі неоднозначно сприйняли картину — на IMDb рейтинг картини становить 5,9 бала з 10. CinemaScore — фірма, займається дослідженням ринку, — проводила опитування глядачів на виході з кінотеатру протягом відкриваючого вік-енду. Так, середня оцінка кіноглядачів була «два з плюсом» за п'ятибальною шкалою.